# Osteocalcina
L'osteocalcina, també coneguda com a proteïna que conté àcid gamma-carboxiglutàmic ossi (BGLAP), és una petita hormona) no col·lagenosa que es troba a l'os i a la dentina, identificada per primera vegada com a proteïna d'unió al calci en l'os del pollet.
Com que l’osteocalcina té dominis gla, la seva síntesi depèn de la vitamina K. En humans, l'osteocalcina està codificada pel gen BGLAP. Els seus receptors inclouen GPRC6A, GPR158 i possiblement un tercer receptor encara per identificar.

## Funció
L’osteocalcina és secretada únicament pels osteoblasts i es creu que té un paper en la regulació metabòlica del cos. En la seva forma carboxilada s’uneix directament al calci i, per tant, es concentra a l’os.
En la seva forma no carboxilada, l’osteocalcina actua com una hormona en el cos i fa senyal al pàncrees, greix, múscul, testicles i cervell.
- Al pàncrees, l’osteocalcina actua sobre les cèl·lules beta, fent que les cèl·lules beta del pàncrees alliberin més insulina.[11]
- A les cèl·lules grasses, l’osteocalcina desencadena l’alliberament de l’hormona adiponectina, que augmenta la sensibilitat a la insulina.[11]
- En els músculs, l’osteocalcina actua sobre els miòcits per afavorir la disponibilitat i la utilització d’energia i afavoreix d’aquesta manera la capacitat d’exercici.[13]
- Als testicles, l’osteocalcina actua sobre les cèl·lules de Leydig, estimulant la biosíntesi de testosterona i, per tant, afecta la fertilitat masculina.[14]
- Al cervell, l’osteocalcina té un paper important en el desenvolupament i el funcionament.[15]

Una resposta aguda a l'estrès (ASR), coneguda col·loquialment com la resposta de lluita o fugida, estimula l'alliberament d'osteocalcina de l'os en qüestió de minuts en ratolins, rates i humans. Les injeccions de nivells alts d’osteocalcina per si soles poden desencadenar una ASR en presència d’ insuficiència suprarenal.
Tanmateix, totes aquestes funcions endocrines s'han controvertit quan s'utilitzen diferents models de ratolí i per dades clíniques

## Ús com a marcador bioquímic per a la formació d'ossos
Com que l'osteocalcina és produïda per osteoblasts, sovint s'utilitza com a marcador per al procés de formació òssia. S'ha observat que els nivells més elevats d'osteocalcina sèrica estan relativament ben relacionats amb l'augment de la densitat mineral òssia durant el tractament amb fàrmacs anabòlics de formació d'ossos per a l'osteoporosi, com la teriparatida. En molts estudis, l’osteocalcina s’utilitza com a biomarcador preliminar sobre l'eficàcia d’un determinat fàrmac en la formació òssia. Per exemple, un estudi amb l'objectiu d'estudiar l'eficàcia d'una glicoproteïna anomenada lactoferrina en la formació òssia va utilitzar l'osteocalcina com a mesura de l'activitat dels osteoblasts.